# Anna Maria Campi
Anna Maria Campi (Fontanarossa di Gorreto, 28 maggio 1927 – Scoppito, 21 luglio 2001) è stata una partigiana italiana.

## Biografia
Anna Maria Campi nacque il 28 maggio 1927 a Fontanarossa di Gorreto, tra le montagne dell'alta Val Trebbia.
Giovanissima partecipò alla Resistenza, operando come vedetta e staffetta per la Divisione Cichero, comandata da Bisagno (Aldo Gastaldi).
Nell'autunno 1943, durante il rastrellamento nazifascista di Fontanarossa, mise in gioco la propria vita per salvare due sfollate ebree nascoste nel villaggio. L'episodio è narrato da Paolo Emilio Taviani in Pittaliga racconta.
È morta a Scoppito (L'Aquila), il 21 luglio 2001.